# Olímpia Lúcia de Jesus dos Santos
Olímpia Lúcia de Jesus dos Santos (Fátima, Portugal, 31 de maio de 1869 — 3 de abril de 1956 (86 anos)) foi mãe de dois dos três pastorinhos de Fátima: Santa Jacinta e São Francisco Marto, que assistiram às aparições de Nossa Senhora no lugar da Cova da Iria, em Fátima.

## Biografia
Filha de Joaquim dos Santos e Maria Vitória. Tinha como avós paternos António dos Santos e Maurícia de Jesus e avós maternos Joaquim Lopes e Maria Vitória. 
Em 6 de fevereiro de 1888 casou-se com José Ferreira Rosa com quem teve dois filhos, António e Manuel, ficando viúva dia 10 de setembro de 1895. Casou-se novamente em 17 de fevereiro de 1898 com Manuel Pedro Marto. Veio a ter com este 7 filhos, a saber: São Francisco Marto, Florinda Marto, João Marto, Teresa Marto, Teresa Marto, José Marto e Santa Jacinta de Jesus Marto. Dois de seus filhos foram canonizados, sendo estes os mais jovens santos canonizados não martirizados na Igreja Católica. Era irmã de António dos Santos, pai de Lúcia e o seu primeiro marido era irmão de Maria Rosa, mãe de Lúcia.
Olímpia faleceu em 3 Abril 1956 aos 86 anos.